# Sterigmostemum
Sterigmostemum là chi thực vật có hoa trong họ Cải.